# Torneo Albert Schweitzer 2014
Il Torneo Albert Schweitzer 2014 si è svolto nel 2014 nella città tedesca di Mannheim.

## Classifica finale
| Pos. | Squadra              |
| ---- | -------------------- |
|      | Italia               |
|      | Stati Uniti          |
|      | Serbia               |
| 4.   | Turchia              |
| 5.   | Svezia               |
| 6.   | Ucraina              |
| 7.   | Germania             |
| 8.   | Spagna               |
| 9.   | Francia              |
| 10.  | Inghilterra          |
| 11.  | Bosnia ed Erzegovina |
| 12.  | Slovenia             |
| 13.  | Cina                 |
| 14.  | Argentina            |
| 15.  | Cile                 |
| 16.  | Giappone             |